# McKees Rocks
McKees Rocks est un borough américain situé dans le comté d'Allegheny en Pennsylvanie. Selon le recensement de 2010, McKees Rocks compte 6 104 habitants.

## Histoire

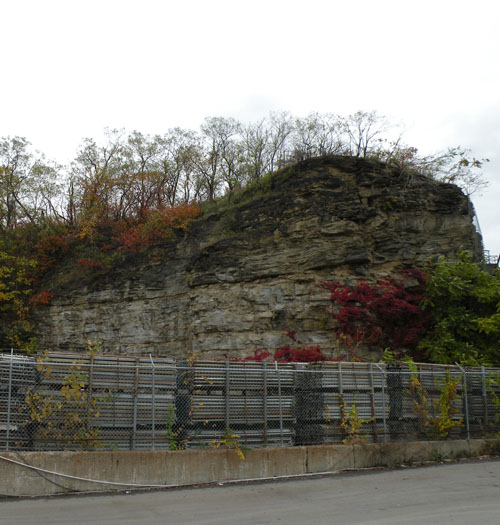
The Rock qui abrite le tumulus amérindien.

Le site de McKees Rocks a été habité par les peuples Adena et Hopewell. Vers 1550, les Monongahelas (en) fondent un village sur le promontoire de McKees Rocks Hill. En 1896, la fouille du promontoire conduit à la découverte de 33 squelettes (Adenas et Hopewell), ce qui en fait le plus grand tumulus de Pennsylvanie. Toutefois, dans les années 1950, une partie du tumulus s'effondre dans la rivière Ohio.
En 1909, l'usine de carrosserie Pressed Steel Company de la ville connaît une grève importante (en). Plusieurs milliers d'immigrés peu qualifiés font grève pour de meilleures conditions de travail. Plusieurs d'entre eux meurent durant le conflit.

## Personnalités liées auborough
John Kasich, gouverneur de l'Ohio, y est né en 1952.